# Lingua piccarda
La lingua piccarda  o ch'timi o rouchi o patois picard è una lingua neolatina strettamente imparentata con il francese,  è parlata nell'estremo nord della Francia, nel Nord-Pas-de-Calais e in Piccardia, nonché nell'ovest del Belgio francofono (più precisamente, nella provincia dell'Hainaut, a ovest della linea Rebecq-Beaumont-Chimay).
È conosciuta con differenti nomi, a volte tendenti a definire differenze regionali. Tutte queste varianti sono reciprocamente intercomprensibili. Alle volte ci si riferisce al loro insieme semplicemente come il patois locale.

## L'origine della parolach'timi
Le parole ch'ti e ch'mi derivano dalle frasi ch'est ti? e ch'est mi, versione piccarda del francese c'est toi? (sei tu?) e c'est moi (sono io).
Secondo un'altra ipotesi sarebbe lo sviluppo della parola francese ch(e) ti(f), dal latino captivu(m), cioè "prigioniero", "miserabile" o "buono a nulla", preso dal popolino a indicare se stesso, come marchio culturale e sociale.

## Riconoscimento

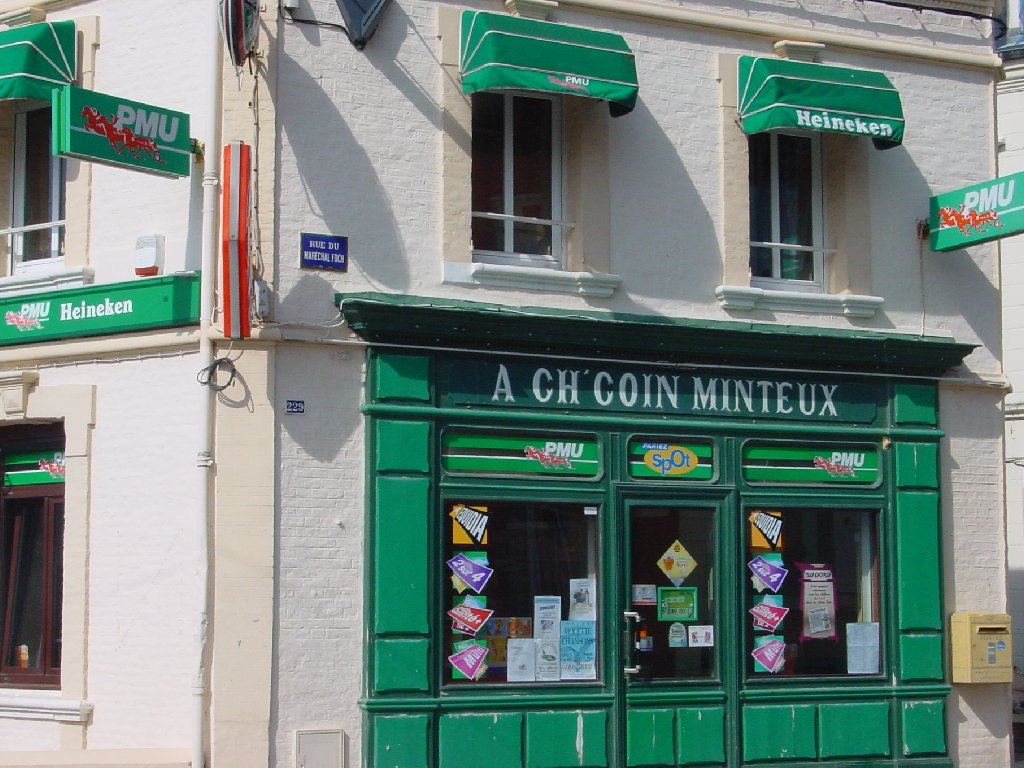
Insegna di un café in piccardo a Cayeux-sur-Mer

La Communauté française de Belgique ha dato riconoscimento ufficiale, come lingua regionale, al piccardo, assieme al vallone e ad altre lingue (il gaumais, lo champenois ed il tedesco centrale occidentale) il 24 dicembre 1990.
Il governo francese non ha invece dato alcun riconoscimento, in virtù del fatto che la Costituzione Francese non riconosce che una lingua nazionale, ignorando le altre. Ciononostante, alcuni rapporti ufficiali hanno riconosciuto il piccardo come una lingua a sé stante, distinta dal francese. Si può citare a questo riguardo un estratto del rapporto del Professore Bernard Cerquiglini, direttore dell'Istituto Nazionale della Lingua Francese (branca del CNRS) al ministro francese dell'Educazione nazionale, della ricerca e della tecnologia, oltre che al ministro francese della Cultura e della Comunicazione, sulle lingue della Francia (aprile 1999): "Lo scarto non ha cessato di accrescersi fra il francese e le varietà della langue d'oïl, che non sarebbero da considerare oggi come dei dialetti francesi".
Il piccardo rientra comunque nel progetto di protezione portato avanti dalla Delegazione Generale per la lingua Francese e per le Lingue di Francia del Ministro della Cultura.

## Caratteristiche
Il piccardo è foneticamente abbastanza differente dalle lingue d'oïl centrali, da cui ebbe origine il francese; fra i tratti più notevoli, si può ricordare una evoluzione meno marcata nel piccardo dei fenomeni di palatalizzazione, che colpiscono nelle lingue d'oïl /k/ o /g davanti a y, /i/e /e/ toniche, così come davanti ad /a/ e /ɔ/ toniche per l'antico francese centrale ma non per il piccardo.

## Album studio
Esistono diverse pubblicazioni (su base francese) per studiare il piccardo:
- René Debrie, Le cours de picard pour tous - Eche pikar, bèl é rade (le Picard vite et bien). Parlers de l'Amiénois. Paris, Omnivox, 1983 (+ 2 cassettes), 208p.
- Alain Dawson, Le picard de poche. Paris: Assimil, 2003, 192p.
- Alain Dawson, Le "chtimi" de poche, parler du Nord et du Pas-de-Calais. Paris: Assimil, 2002, 194p.
- Armel Depoilly (A.D. d'Dérgny), Contes éd no forni, et pi Ramintuvries (avec lexique picard-français). Abbeville: Ch'Lanchron, 1998, 150p.
- Jacques Dulphy, Ches diseux d'achteure: diries 1989. Amiens: Picardies d'Achteure, 1992, 71p. + cassette
- Gaston Vasseur, Dictionnaire des parlers picards du Vimeu (Somme), avec index français-picard (par l'équipe de Ch'Lanchron d'Abbeville). Fontenay-sous-Bois: SIDES, 1998 (rééd. augmentée), 816p. (11.800 termes)
- Gaston Vasseur, Grammaire des parlers picards du Vimeu (Somme) - morphologie, syntaxe, anthropologie et toponymie. 1996, 144p.